# Reprezentacja Mołdawii w rugby union mężczyzn
Reprezentacja Mołdawii w rugby jest drużyną reprezentującą Mołdawię w międzynarodowych turniejach. Drużyna występuje w europejskiej dywizji 1B.

## Historia
Reprezentacja Mołdawii swój pierwszy oficjalny mecz rozegrała 10 października 1991 r. przeciwko Litwie. Mołdawianie wygrali to spotkanie 22:6.

## Rozgrywki międzynarodowe

### Puchar Świata w rugby
- 1987 – nie brała udziału (była częścią ZSRR)
- 1991 – nie brała udziału
- 1995 – nie zakwalifikowała się
- 1999 – nie zakwalifikowała się
- 2003 – nie zakwalifikowała się
- 2007 – nie zakwalifikowała się
- 2011 – nie zakwalifikowała się
- 2015 – nie zakwalifikowała się